# آیشگرابن
آیشگرابن (به آلمانی: Eichgraben) یک منطقهٔ مسکونی در اتریش است که در ناحیه زانکت پولتن-لاند واقع شده‌است. آیشگرابن ۳٬۷۴۸ نفر جمعیت دارد.